# Dominique Fishback
Dominique Fishback (New York, 22 maart 1991) is een Amerikaanse actrice en toneelschrijfster.

## Biografie
Dominique Fishback groeide op in East New York (Brooklyn). Ze behaalde een bachelordiploma in de studierichting theater aan Pace University in New York.
In 2014 maakte ze haar Off-off-Broadway-debuut met haar toneelstuk Subverted, waarin ze 22 personages vertolkte. In diezelfde periode begon ze ook met het vertolken van kleine bijrollen in series als The Affair, The Americans en Blue Bloods. In 2015 was ze vier afleveringen te zien in de miniserie Show Me a Hero. Van 2017 tot 2019 had Fishback ook een terugkerende rol in de HBO-serie The Deuce.

## Filmografie

### Film
- Night Comes On	 (2018)
- The Hate U Give (2018)
- Project Power (2020)
- Judas and the Black Messiah (2021)
- Transformers: Rise of the Beasts (2023)

### Televisie
- The Knick (2013)
- The Affair (2014)
- The Americans (2015)
- Blue Bloods (2015)
- Royal Pains (2015)
- Show Me a Hero (2015)
- The Deuce (2017–2019)
- Random Acts of Flyness (2018)